# Порто Бадиско (Лече)
Порто Бадиско (итал. Porto Badisco) је насеље у Италији у округу Лече, региону Апулија.
Према процени из 2011. у насељу је живело 3 становника. Насеље се налази на надморској висини од 10 м.